# Senhor do Bonfim (gemeente)
Senhor do Bonfim is een gemeente in de Braziliaanse deelstaat Bahia. De gemeente telt 76.113 inwoners (schatting 2009).
De plaats is de zetel van het rooms-katholieke bisdom Bonfim.

## Aangrenzende gemeenten
De gemeente grenst aan Andorinha, Antônio Gonçalves, Campo Formoso, Filadélfia, Itiúba en Jaguarari.

## Geboren
- Raimundo Nonato Tavares da Silva (1962), voetballer beter bekend als Bobô
- Mario Vitalino Dos Santos (1968), muzikant